# Лакюэ, Марк Антуан
Марк Антуан Ком Жан Крисостом Лакюэ (фр. Marc Antoine Côme Jean Chrisostôme Lacuée; 1773–1807) — французский военный деятель, полковник (1800 год), участник революционных и наполеоновских войн. Имя полковника выбито на Триумфальной арке в Париже.

## Биография
Марк-Антуан был старшим из трёх сыновей Жана Крисостома де Лакюэ де Сессака (фр. Jean Chrysostôme de Lacuée de Cessac; 1747—1824), первого президента Апелляционного суда Ажена и Мари Анны Дузон де Фонтераль (фр. Marie Anne Douzon de Fontayral; ок.1750—1778). Один его младший брат Жерар Лакюэ (фр. Jean Gérard Chrisostôme Lacuée; 1774—1805) погиб при Гюнцбурге в звании полковника, а другой - Жан-Крисостом Лакюэ-Сен-Жюст (фр. Jean Chrisostôme Lacuée-Saint-Just; 1777—1834) служил на флоте. Жерар был племянником Жан-Жирара Лакюэ.
Ему едва исполнилось девятнадцать, когда он поступил на службу 9 февраля 1793 года в звании лейтенанта и назначением адъютантом к своему дяде, бригадному генералу Лакюэ, начальнику штаба Армии Пиренеев. Он совершил кампанию в Испании, но когда в июне 1795 года Комитет общественного спасения изъял у его дяди служебные грамоты, которые были ему даны, молодой Лакюэ поступил лейтенантом в горный легион, который 25 августа 1795 года влился в состав 27-й полубригады лёгкой пехоты. 13 мая 1796 года был произведён в капитаны, и назначен адъютантом генерала Саюге в Итальянской армии. После увольнения генерала, 4 ноября 1797 года Марк-Антуан временно был освобождён от службы. 16 мая 1799 года принят на работу помощником капитана в штаб внутренней армии и был прикреплён к топографическому и историческому кабинету Директории. Вскоре получил задание вести призывников в Итальянскую армию. Затем он испросил разрешения остаться в этой армии и служить там помощником полковника штаба. Когда эта просьба была удовлетворена, 18 августа 1799 года был зачислен в штаб Итальянской армии. 24 августа 1799 года произведён в командиры батальона 27-й полубригады лёгкой пехоты. 15 сентября 1800 года определён в штаб Рейнской армии генерала Моро, и в тот же день награждён чином полковника с назначением командиром 63-й полубригады линейной пехоты, сражался при Гогенлиндене.
В 1801-1802 годах служил в Южной наблюдательной армии, затем в военных лагерях Байонны, Монтрёя и Бреста в составе Армии Берегов Океана. Сперва его полк с 29 августа 1803 года по 27 сентября 1804 года входил в состав дивизии Луазона, затем в дивизии Мориса Матьё. В составе 7-го армейского корпуса маршала Ожеро Великой Армии принимал участие в Австрийской кампании 1805 года, Прусской кампании 1806 года и Польской кампании 1807 года. Сражался при Йене, где был ранен и при Голымине. 8 февраля 1807 года в кровопролитном сражении при Эйлау при атаке 7-го корпуса на центр русской позиции у кладбища Эйлау получил два ранения, но вернулся в бой назло хирургам, которые хотели задержать его в амбулансе, и был убит пушечным ядром в возрасте 33-х лет. В 20-м бюллетене Великой Армии от 9 февраля 1807 года сообщается: «Полковник Лакюэ, 63-го полка, и полковник Лемаруа, 43-го полка, убиты пушечными ядрами». 12 февраля 1807 года Император лично сообщил генералу Лакюэ о гибели полковника: «Ваш племянник погиб на поле боя во главе своего полка. Ядро ударило его: он не страдал. Это был выдающийся офицер, о котором я глубоко сожалею».

## Воинские звания
- Лейтенант (9 февраля 1793 года);
- Капитан (13 мая 1796 года);
- Командир батальона (24 августа 1799 года);
- Полковник (15 сентября 1800 года).

## Награды
Легионер ордена Почётного легиона (11 декабря 1803 года)
 Офицер ордена Почётного легиона (14 июня 1804 года)